# Clásica de Almería 2018
La 31.ª edición de la clásica ciclista Clásica de Almería fue una carrera en España que se celebró el 11 de febrero de 2018 sobre un recorrido de 185 kilómetros con inicio en la ciudad de Almería y final en el municipio de Roquetas de Mar.
La carrera hizo parte del UCI Europe Tour 2018, dentro de la categoría 1.HC.
La carrera fue ganada por el corredor australiano Caleb Ewan del equipo Mitchelton-Scott, en segundo lugar Danny van Poppel (Team LottoNL-Jumbo) y en tercer lugar Timothy Dupont (Wanty-Groupe Gobert).

## Equipos participantes
Tomaron parte en la carrera 20 equipos: 7 de categoría UCI WorldTeam; 12 de categoría Profesional Continental; y 1 de categoría Continental. Formando así un pelotón de 135 ciclistas de los que acabaron 129. Los equipos participantes fueron:
| WorldTeams (7)- Bora-Hansgrohe - Astana - Katusha-Alpecin - Mitchelton-Scott - Quick-Step Floors - Movistar Team - Lotto NL-Jumbo Equipos continentales profesionales (12)- Cofidis, Solutions Crédits - Sport Vlaanderen-Baloise - Gazprom-RusVelo - Wanty-Groupe Gobert - Vérandas Willems-Crelan - Burgos-BH - CCC Sprandi Polkowice - Roompot-Nederlandse Loterij - Direct Énergie - Caja Rural-Seguros RGA - Rally Cycling - Euskadi Basque Country-Murias Equipo continental- Fundación Euskadi |
| |

## Clasificación final
- Las clasificaciones finalizaron de la siguiente forma:[5]

| \| Clasificación general \| Clasificación general \| Clasificación general \| Clasificación general \| Clasificación general \| \| Ciclista \| Ciclista \| Equipo \| Tiempo \| \| \| --------------------- \| --------------------- \| --------------------------- \| --------------------- \| --------------------- \| \| 1.º \| Caleb Ewan \| Mitchelton-Scott \| 4 h 35 min 28 s \| \| \| 2.º \| Danny van Poppel \| LottoNL-Jumbo \| + 0 s \| \| \| 3.º \| Timothy Dupont \| Wanty-Groupe Gobert \| + 0 s \| \| \| 4.º \| Hugo Hofstetter \| Cofidis, Solutions Crédits \| + 0 s \| \| \| 5.º \| Florian Sénéchal \| Quick-Step Floors \| + 0 s \| \| \| 6.º \| Marko Kump \| CCC Sprandi Polkowice \| + 0 s \| \| \| 7.º \| Mads Würtz \| Katusha-Alpecin \| + 0 s \| \| \| 8.º \| Carlos Barbero \| Movistar Team \| + 0 s \| \| \| 9.º \| Edward Planckaert \| Sport Vlaanderen-Baloise \| + 0 s \| \| \| 10.º \| Jon Aberasturi \| Euskadi-Murias \| + 0 s \| \| \| 11.º \| Thomas Boudat \| Direct Énergie \| + 0 s \| \| \| 12.º \| Michael Schwarzmann \| Bora-Hansgrohe \| + 0 s \| \| \| 13.º \| Coen Vermeltfoort \| Roompot-Nederlandse Loterij \| + 0 s \| \| \| 14.º \| Lluís Mas \| Caja Rural-Seguros RGA \| + 0 s \| \| \| 15.º \| Hugo Houle \| Astana \| + 0 s \| \| |                     |                             |                 |
| |                     |                             |                 |
| Fuente: ProCyclingStats |                     |                             |                 |
| Clasificación general |                     |                             |                 |
| Ciclista | Ciclista            | Equipo                      | Tiempo          |
| 1.º | Caleb Ewan          | Mitchelton-Scott            | 4 h 35 min 28 s |
| 2.º | Danny van Poppel    | LottoNL-Jumbo               | + 0 s           |
| 3.º | Timothy Dupont      | Wanty-Groupe Gobert         | + 0 s           |
| 4.º | Hugo Hofstetter     | Cofidis, Solutions Crédits  | + 0 s           |
| 5.º | Florian Sénéchal    | Quick-Step Floors           | + 0 s           |
| 6.º | Marko Kump          | CCC Sprandi Polkowice       | + 0 s           |
| 7.º | Mads Würtz          | Katusha-Alpecin             | + 0 s           |
| 8.º | Carlos Barbero      | Movistar Team               | + 0 s           |
| 9.º | Edward Planckaert   | Sport Vlaanderen-Baloise    | + 0 s           |
| 10.º | Jon Aberasturi      | Euskadi-Murias              | + 0 s           |
| 11.º | Thomas Boudat       | Direct Énergie              | + 0 s           |
| 12.º | Michael Schwarzmann | Bora-Hansgrohe              | + 0 s           |
| 13.º | Coen Vermeltfoort   | Roompot-Nederlandse Loterij | + 0 s           |
| 14.º | Lluís Mas           | Caja Rural-Seguros RGA      | + 0 s           |
| 15.º | Hugo Houle          | Astana                      | + 0 s           |

## UCI World Ranking
La Clásica de Almería otorga puntos para el UCI Europe Tour 2018 y el UCI World Ranking, este último para corredores de los equipos en las categorías UCI WorldTeam, Profesional Continental y Equipos Continentales. Las siguientes tablan muestran el baremo de puntuación y los 10 corredores que obtuvieron más puntos:
| Posición              | 1.ª | 2.ª | 3.ª | 4.ª | 5.ª | 6.ª | 7.ª | 8.ª | 9.ª | 10.ª | 11.ª | 12.ª | 13.ª | 14.ª | 15.ª | 16.ª-29.ª | 31.ª-40.ª |
| Clasificación general | 200 | 150 | 125 | 100 | 85  | 70  | 60  | 50  | 40  | 35   | 30   | 25   | 20   | 15   | 10   | 5         | 3         |

| 1.º  | Caleb Ewan        | Mitchelton-Scott              | 200 |
| 2.º  | Danny van Poppel  | LottoNL-Jumbo                 | 150 |
| 3.º  | Timothy Dupont    | Wanty-Groupe Gobert           | 125 |
| 4.º  | Hugo Hofstetter   | Cofidis, Solutions Crédits    | 100 |
| 5.º  | Florian Sénéchal  | Quick-Step Floors             | 85  |
| 6.º  | Marko Kump        | CCC Sprandi Polkowice         | 70  |
| 7.º  | Mads Würtz        | Katusha-Alpecin               | 60  |
| 8.º  | Carlos Barbero    | Movistar                      | 50  |
| 9.º  | Edward Planckaert | Sport Vlaanderen-Baloise      | 40  |
| 10.º | Jon Aberasturi    | Euskadi Basque Country-Murias | 35  |